# Jewel of Kiss
「Jewel of Kiss」（ジュエル・オブ・キス）は、島谷ひとみの15枚目のシングル。2004年6月2日発売。avex traxよりリリース（CCCD）。

## 解説
サンギ『ナノテク・アパガード』CMソング。CMには島谷ひとみ本人が出演。。

## 収録曲
1. Jewel of Kiss – 4:54
作詞:BOUNCEBACK、作曲:吉山隆之、編曲:田辺恵二
2. 朝露のメロディー – 4:30
作詞:MIZUE、作曲:原一博、編曲:家原正樹
3. Jewel of Kiss(instrumental)
4. 朝露のメロディー(instrumental)